# 2channel
2channel (2ちゃんねる?, ni channeru), spesso abbreviato in 2ch, è un sito web giapponese. È il più grande forum del Giappone, nonché uno dei più grandi al mondo, con milioni di post pubblicati ogni anno (nel 2007 erano 2,5 milioni). Fondato e lanciato nel 1999 da Hiroyuki Nishimura, ha guadagnato notevole influenza nella società giapponese, paragonabile a quella dei mass media tradizionali quali televisione, radio e riviste. Nel 2009 Nishimura ha venduto il pacchetto societario alla Packet Monster Inc., una società con sede a Telok Ayer, Singapore, per una cifra non comunicata. Nel 2012 il dominio è passato in mano alla Race Queen Inc., società con sede nelle Filippine gestita dall'imprenditore statunitense Jim Watkins. Dal 2008 il sito produce un fatturato annuo di 100 milioni di yen. A partire da ottobre 2017 ha cambiato nome in 5channel.

## Storia

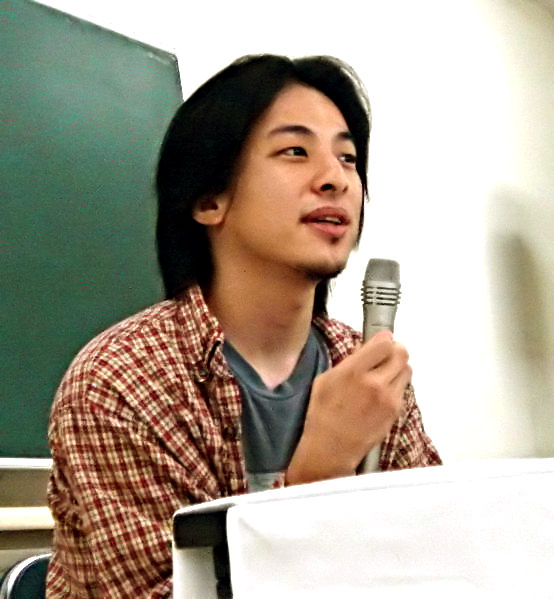
Hiroyuki Nishimura, fondatore di 2channel

Il sito 2channel venne inaugurato il 30 maggio 1999 in un appartamento della University of Central Arkansas, a Conway in Arkansas, dallo studente Hiroyuki Nishimura, conosciuto a quel tempo semplicemente come Hiroyuky (博之/ひろゆき?). Durante i suoi studi di psicologia intraprese l'attività di web designer creando i primi siti BBS noti come Ayashii e Amezou, con l'intenzione di fornire uno spazio web a coloro che volessero condividere informazioni con gli altri. Tuttavia, solo dopo la creazione di 2channel riuscì nel suo intento.

### Scandalo Toshiba
Appena qualche giorno dopo la creazione di 2channel la società giapponese Toshiba, specializzata tra le altre cose in prodotti elettronici, fu coinvolta in uno scandalo: un utente si lamentò su uno dei thread di discussione del forum del cattivo servizio e della scarsa professionalità di un dipendente della Toshiba, dopo che il primo aveva acquistato un videoregistratore difettoso in uno dei loro negozi. L'utente aggiunse che una volta chiamato il servizio clienti era stato «apostrofato con frasi oscene da parte del dipendente della Toshiba». Per supportare ciò che aveva affermato, pubblicò tramite link sul sito l'intera conversazione che era stato in grado di registrare, costringendo i responsabili della Toshiba a telefonare all'uomo per scusarsi pubblicamente.

### Caso Neomugicha
Il 3 maggio 2000, un diciassettenne dirottò un bus della Nishi-Nippon a Daifuzu, nella prefettura di Fukuoka, accoltellando un passeggero a morte e ferendone altri due prima di essere fermato ed arrestato dalla polizia giapponese. Poche ore prima, Neomugicha (questo il nome con cui si faceva chiamare su 2channel, traducibile come “Neo tè d'orzo”) aveva annunciato il gesto sul forum, scatenando il panico tra gli altri utenti.
Dopo il caso Neomugicha, ci fu ondata di tentativi di emulazione, tra cui quello di un utente chiamato Neouuroncha (“Neo tè oolong”), che annunciò di voler far esplodere con una bomba una stazione ferroviaria della Odakyu. Tuttavia, gli ispettori di polizia stavano esaminando attentamente il sito alla ricerca di eventuali tentativi di emulazione, riuscendo a identificarlo ed a arrestarlo prima che egli commettesse il gesto.

### La crisi del 2001
Inizialmente 2channel era ospitato su un singolo set di server di proprietà di Nishimura. Tuttavia, con l'aumento della popolarità dovuta anche al caso Neomugicha, e al conseguente aumento degli utenti, i server disponibili divennero insufficienti per gestire la mole di utenti e le discussioni nei vari thread, costringendo Nishimura ad ampliare la disponibilità dei server, operazione che al tempo non poteva permettersi economicamente.
Ad un passo dal fallimento, un gruppo di programmatori della UNIX elaborarono un codice read.cgi che permise di diminuire il carico sui server del 90%, dotando inoltre il sito di browser privati. Per coprire i costi, Nishimura inserì una quota di iscrizione al sito di 33 dollari all'anno per gli utenti che volessero accedere agli archivi delle discussioni; inoltre introdusse i filtri anti-spam e i registri degli indirizzi IP degli utenti.

### Le cause legali e il passaggio di consegne
Nella seconda metà degli anni duemila 2channel e il suo fondatore Nishimura furono citati in più di 50 cause civili nella sola Tokyo, con una richiesta di danni che si aggirava sui 4 milioni di dollari per accuse quali diffamazione, violazione di copyright e della privacy, e lesioni personali. Tra queste, una denuncia del 2006 da parte di un impiegato trentacinquenne che era stato preso in giro e insultato su uno dei forum di 2channel, per la quale Nishimura fu condannato a risarcire l'impiegato con 5 milioni di yen. Tuttavia Nishimura dichiarò di «non essere più intenzionato a pagare per delle leggi ingiuste», e di non sentirsi responsabile per i post criminosi all'interno del sito.
Il 2 gennaio 2009, Nishimura annunciò con un breve comunicato sul suo blog personale la cessione di 2channel alla società con sede a Singapore Packet Monster Inc. Nel 2012 il dominio passò nelle mani della società con sede nelle Filippine Race Queen Inc., gestita dall'imprenditore statunitense Jim Watkins. Egli, il 19 febbraio 2014, postò un commento sul forum affermando di «aver messo in sicurezza i server del sito», accusando inoltre la precedente gestione di non essere stata in grado di trovare i fondi sufficienti per garantire la stabilità dello stesso.

## Caratteristiche
Una delle caratteristiche del sito è che la maggior parte delle persone facente parte dello staff dei moderatori sono volontari, selezionati e scelti in un gruppo di utenti del forum. 2channel di per sé non è sito commerciale ma fa uso di banner pubblicitari forniti dalle società che li hostano sul sito attraverso un server di scambio UNIX in cambio di prezzi vantaggiosi. I server di 2channel sono ospitati per la maggior parte in California, dalla società Pacific Internet Exchange.
Il sito comprende più di 600 sezioni o cartelle (板?, ita) suddivise per genere e per argomenti (ad esempio “News”, “Computer” o “Cucina”) ognuna delle quali conta numerosi thread di discussione facendo di esso il forum più completo del Giappone.
Ogni thread ha una capienza massima di 1000 post, cosicché un nuovo thread deve essere aperto (da qualche utente anonimo, auto-eletto durante la discussione) per proseguire la discussione. Questo impedisce il decadimento delle vecchie discussioni mantenendole sempre aggiornate. Si risparmia anche spazio nei server, che è una delle principali preoccupazioni su un forum grande come 2channel. Le vecchie discussioni vengono spostate in un archivio a pagamento, oppure eventualmente cancellate.

### Post anonimi
Il grande successo di 2channel è dovuto principalmente alla possibilità di pubblicare post anonimi, ovvero senza la necessità di rivelare la propria identità. Questa è la grande differenza tra altri siti web di stampo simile che al contrario richiedono una registrazione o la divulgazione dei propri dati o del proprio indirizzo e-mail. Inoltre su 2channel il compito dei moderatori è limitato, non c'è limite d'età per effettuare l'accesso (nonostante alcune aree includano contenuti sessualmente espliciti) e non ci sono sistemi di votazione dei post (come invece avviene su Facebook o YouTube).
Nel corso di un'intervista, Nishimura spiegò il motivo che lo spinse ad optare per un sito completamente anonimo:
(Hiroyoki Nishimura, intervista su Japan Media Review.)
Questa caratteristica, tuttavia, crea anche parecchie problematiche e attira numerose critiche, in quanto spesso gli utenti si lasciano andare ad insulti, calunnie o divulgano informazioni private. In qualche caso, il sito può invece anche rivelarsi utile alle forze dell'ordine e ai funzionari governativi, i quali, dopo aver intensificato i controlli sui forum hanno condotto indagini e arrestato dei possibili criminali che manifestavano pubblicamente le loro cattive intenzioni all'interno del sito internet.

### Tripcode
Pur incoraggiando l'anonimia, 2channel mette a disposizione un metodo di identificazione conosciuto come tripcodes, i quali possono essere associati a ciascun nome utente; si tratta di sequenze alfanumeriche generate in modo automatico da uno script contenuto nel software stesso. Su 2channel vengono utilizzati due tipi di tripcodes: il primo è un semplice tripcode che utilizza uno # dopo il nome utente. Tripcodes semplici possono avere un massimo di otto caratteri, una persona lo può utilizzare come fosse un “codice di accesso”. Il secondo è un tripcode sicuro che utilizza due # dopo il nome utente, e quest'ultimo può utilizzare tutti i caratteri che desidera. Una persona può anche utilizzare un tripcode ibrido dove può combinare entrambi i tipi di tripcodes insieme uno dopo l'altro.

### ASCII e Shift_JIS art

Il gatto Monā

Le tecniche di disegno grafico ASCII art e Shift JIS art sono molto utilizzate all'interno dei thread di 2channel.
Il gatto Monā (モナー?), è uno dei tormentoni più celebri nonché la mascotte di 2channel, apparso per la prima volta nei thread di discussione il 3 gennaio 2000. Un utente disegnò con la tecnica della ASCII art un gatto che esclamava la frase «Voi qui dentro avete molto tempo da perdere». In risposta, un altro utente disegnò lo stesso gatto che rispondeva «Anche tu!» (オマエ モナー?, Omae monā). Da allora Monā viene utilizzato soprattutto per rispondere alle provocazioni dei troll.
Dopo il gatto Monā venne creata tutta una serie di animali in carattere ASCII rappresentanti i problemi del mondo reale o fenomeni e situazioni tipici della cultura giapponese:
- Shii - una gatta abbandonata che vive in una scatola di cartone
- Kuma - Un orso che ama la natura e che insegue le giovani ragazze, conosciuto in Occidente con il nome di Pedobear
- Nida - Un gatto che ricalca gli stereotipi coreani creati da alcuni giapponesi xenofobi; la sua bevanda preferita è il “succo alle scuse” in riferimento alla richiesta di scuse dei coreani per i crimini di guerra giapponesi durante la seconda guerra mondiale
- Jisakujien - Una piccola testa di gatto usata dagli utenti per scambiarsi complimenti reciproci, un possibile precursore degli emoji
- Hikki - Basato sul fenomeno degli Hikikomori
- Dokuo - Un gatto aspirante suicida, vive con Hikki in una stanza vuota
- Onigiri - Sono gatti dalle teste a forma di onigiri

### Vippers
All'interno di 2channel vi è una sezione chiamata “news4vip”, la quale raccoglie tra le sue discussioni i cosiddetti “post spazzatura”, ovvero spam, discussioni politicamente scorrette o semplici discussioni senza senso. Nonostante il nome non è una sezione per informarsi sugli ultimi pettegolezzi sui VIP (per questo c'è un'altra sezione apposita con un nome diverso), ma un ritrovo di quegli utenti di 2channel - che in questo caso si fanno chiamare vippers (ビッパー?, bippaa) - i quali passano il tempo a modificare foto, creare vignette divertenti e fotomontaggi; la sezione è paragonabile alla sezione “/b/” della imageboard in lingua inglese 4chan.

## Statistiche
Secondo un sondaggio del 2009 condotto dalla NetRatings, Inc., 11,7 milioni di persone utilizzano 2channel frequentemente, dei quali il 30% lo utilizza sul posto di lavoro. Secondo un'indagine condotta da ITmedia gli utenti del sito sono per la maggior parte appartenenti alla fascia di età compresa tra i 30 e i 40 anni (circa il 31%), seguiti dalla fascia 40-50 anni (circa il 22%), dagli adolescenti (20%), dalla fascia 20-30 anni (circa 15%) e dagli over 50enni (12%). Nel 2005, inoltre, vi fu un picco nelle visite al forum, il quale raggiunse i 29 530 000 utenti.
A giugno 2014 2channel era al 525º posto della classifica Alexa, e al 25º posto dei siti più popolari in Giappone, mentre nel 2010 si trovava al in 17ª posizione. Nello stesso anno, il forum registrava 10 milioni di visite al mese, facendone il sito BBS più visitato al mondo.

## Influenza culturale

### Train Man
Una delle storie più famose mai raccontate sui thread di 2channel è sicuramente quella nota come Train Man (電車男?, Densha otoko). Il 14 marzo 2004, un otaku appassionato di anime e manga stava tornando a casa dopo essersi recato ad Akihabara. Entrando in metropolitana si sedette vicino a una giovane ragazza; poco dopo quest'ultima cominciò ad essere molestata da un anziano ubriaco, venendo anche colpita accidentalmente al viso. A quel punto l′otaku reagì contro il molestatore, salvando la ragazza. Una volta che il treno si fermò, l'ubriaco venne arrestato e l′otaku osannato per il proprio coraggio dai restanti passeggeri e dalla ragazza che aveva difeso. La giovane si fece anche dare il suo indirizzo per rendere dei ringraziamenti formali all'uomo.
Una volta giunto a casa, l′otaku postò l'intera storia su 2channel, facendosi dare consigli sul da farsi dagli altri utenti del forum. Pochi giorni dopo ricevette due tazze da tè firmate Hermès come ringraziamento da parte della giovane ragazza, con allegato il proprio numero di telefono. L'uomo, incoraggiato dagli altri utenti del forum, invitò la ragazza a cena trovando il modo di dichiararsi. Ogni singolo avvenimento veniva postato sul forum, con migliaia di post in risposta di incoraggiamento, fino all'annuncio del fidanzamento dell′otaku con la giovane ragazza.
Da questa storia, nell'ottobre 2004, fu tratto un romanzo (noto appunto Train Man), un anime e una serie televisiva (Densha otoko).

### Accuse di discriminazione e nazionalismo
2channel a causa della straordinaria mole di discussioni presenti al suo interno è difficilmente controllabile da parte dei moderatori, per cui è sovente trovare thread in cui sono frequenti casi di calunnie, diffamazioni, espressioni di odio contro personaggi pubblici, istituzioni, minoranze e specifici gruppi etnici. Anche se tra le norme del sito è presente l'immediata cancellazione dei post diffamatori, in quanto illegali secondo la legge giapponese, la portata e la natura anonima del sito rende gli interventi difficili. In certe occasioni, 2channel è stato accusato di essere riluttante a rimuovere i messaggi diffamatori.

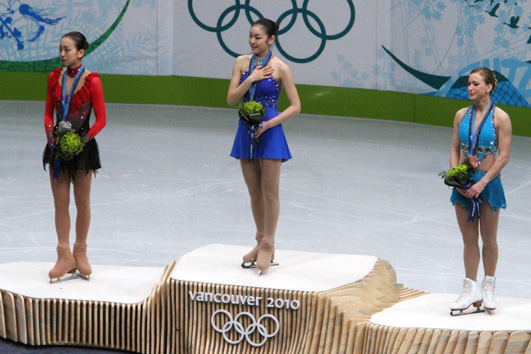
Il podio di Vancouver 2010 con Kim Yu-Na (al centro) e Mao Asada (a sinistra)

Un'intera sezione di 2channel è dedicata a “La Corea del Sud e del Nord”, la quale contiene discussioni su argomenti che vanno dal cibo coreano ai costumi sessuali delle donne coreane. Un thread in particolare è intitolato “Chi odi di più, cinesi o coreani?”, il quale ha raccolto 365 risposte nel marzo 2003. Molti utenti hanno espresso il desiderio di uccidere cinesi e coreani, citando stereotipi etnici come quello del consumo di carne di cane in Sud Corea. Gli utenti che si sono lamentati del contenuto dei thread sono stati bollati come nippo-coreani e ribattezzati bakachon (バカチョン? stupidi coreani).
Una delle conseguenze di queste discriminazioni si registrò il 2 marzo 2010, quando 2channel subì un attacco cibernetico da parte di hacker sudcoreani, mandando in down il sito per un giorno. L'attacco era stato fatto in segno di protesta riguardo ad alcuni commenti infamanti rivolti dagli utenti giapponesi del sito alla pattinatrice sudcoreana Kim Yu-Na. Dopo aver vinto la medaglia d'oro alle olimpiadi di Vancouver, l'atleta sudcoreana era stata calunniata pesantemente sul fatto che avesse corrotto la giuria olimpionica, oscurando la performance della rivale giapponese Mao Asada.
2channel, inoltre, viene accusato di avere stretti legami con la corrente di destra politica netto uyoku (ネット右翼? internet di destra), avendo tra le sue file sostenitori nazionalisti e patriottici. Un sondaggio del 2009 condotto da Nico Nico Douga, un popolare sito di condivisione video contestualmente correlato a 2channel, indicava un'alta percentuale di favori per il Partito Liberal Democratico, più alta che in qualsiasi altro giornale o sito internet.

### Masashi Tashiro
Nel 2001, gli utenti di 2channel votarono in massa nel sondaggio del premio Persona dell'anno del TIME lo showman giapponese Masashi Tashiro, famoso nel Paese per alcuni casi di voyeurismo e per aver causato un incidente automobilistico. Alcuni utenti crearono degli speciali script per l'invio di voti ripetuti in automatico. Uno di questi, causò un crash nel server del TIME. Il 21 dicembre 2001, Tashiro raggiunse la prima posizione nella classifica del sondaggio, ma lo staff del TIME, accortosi dell'anomalia, eliminò il nome di Tashiro dalla lista dei candidati.